# Shape of My Heart
"Shape of My Heart" (em inglês:  "Do Formato do Meu Coração") foi o primeiro single do quarto álbum da banda pop estadunidense Backstreet Boys, denominado Black & Blue. O single estreou em 9º lugar no Billboard Hot 100, além do 1º lugar por 15 semanas seguidas na Nova Zelândia, Austrália, Brasil, Suíça, Itália e Alemanha. No Canadá, o single quebrou recordes conquistando a 1ª posição na categoria de "Melhor Música Adulta Contemporânea" e permanecendo como 1ª das 10 mais tocadas nas rádios canadenses por mais tempo: 14 semanas, recorde que anteriormente era da banda U2.

## Lista de músicas
1. Shape of My Heart
2. All I Have to Give (A Capella)
3. The One

## Versões
- Shape of My Heart [Album Version] 3:50
- Shape of My Heart [Instrumental] 3:39
- Shape of My Heart [Soul Solution Remix] 3:10

## Videoclipe
O vídeo foi dirigido por Matthew Rolston, e mostra os Backstreet Boys cantando num palco de teatro, como se estivessem ensaiando para uma peça. O vídeo conquistou a 1ª posição do programa TRL exibido pela MTV - Estados Unidos por 13 semanas seguidas. No Brasil ele permaneceu na 1ª posição por 11 semanas seguidas no programa Disk MTV da MTV Brasil.